# Camané
Camané, pseudonimo di Carlos Manuel Moutinho Paiva dos Santos (Oeiras, 20 dicembre 1966), è un cantante portoghese, esponente di spicco del genere fado.
Considerato in Portogallo come «la voce più rappresentativa della nuova generazione del fado», Camané si è esibito spesso dal vivo in patria e all'estero, anche in Italia.
Vincitore del Premio Tenco nel 2017, il fadista ha duettato col cantautore italiano Mariano Deidda nel disco di quest'ultimo, Faust - Fernando Pessoa (2022), dedicato al poeta portoghese Fernando Pessoa.

## Discografia
- Uma noite de fados (EMI, 1995)
- Na linha da vida (EMI, 1998)
- Esta coisa da alma (EMI, 2000)
- Pelo dia dentro (EMI, 2001)
- Sempre de mim (EMI,CD+DVD), 2008)
- Do amor e dos dias - (EMI, CD+DVD), 2010)
- O melhor 1995-2013 (EMI, CD), 2013)
- Infinito presente (Warner, CD, 2015)
- Camané - Canta marceneiro (Parlophone Portugal, CD, 2017)
- Horas vazias (Warner Music Portugal, 2021)